# Fouillouse (Alpy Wysokie)
Fouillouse – miejscowość i gmina we Francji, w regionie Prowansja-Alpy-Lazurowe Wybrzeże, w departamencie Alpy Wysokie.

## Demografia
Według danych na rok 1990 gminę zamieszkiwały 124 osoby, a gęstość zaludnienia wynosiła 17 osób/km². W styczniu 2015 r. Fouillouse zamieszkiwało 207 osób, przy gęstości zaludnienia wynoszącej 28,6 osób/km².